# Ballıöz, Defne
Ballıöz là một xã thuộc huyện Defne, tỉnh Hatay, Thổ Nhĩ Kỳ. Dân số thời điểm năm 2011 là 667 người.